# Ро, Марьяна
Марья́на Ро (полное имя — Марья́на Ви́кторовна Рожко́ва; род. 7 октября 1999, Южно-Сахалинск) — российский видеоблогер и певица, одна из первых заметных фигур в блогосфере Рунета. Стала кумиром подростков 2010-х годов, определив визуальные и поведенческие ориентиры молодёжной интернет-культуры того времени.
Рожкова сыграла важную роль в становлении видеоблогерской культуры России, а её самобытный стиль и формат контента оказали влияние на целое поколение зрителей. Рост её популярности во многом был связан с публичными отношениями с одним из самых влиятельных блогеров того времени — Ивангаем. Их союз стал частью имиджа обеих персон, привлекая огромную аудиторию и формируя вокруг них медийный культ. Кроме того, журналисты сравнивали путь Марьяны Ро с карьерой Ромы Жёлудя — ещё одного подростка-звезды Рунета, начавшего с блогинга и позднее попробовавшего себя в музыке.
Марьяна начала публиковать видео на YouTube в 2014 году и быстро обрела популярность. В 2015 году она получила премию «Видфест» в номинации «Лайк новичку», а её дуэт с Ивангаем был отмечен премией VideoFan как «Самая милая пара российского YouTube». По данным агентства «РИАБ», в 2017 году Рожкова заняла девятое место в рейтинге «самых богатых блогеров России» за вторую половину года.
В том же году она объявила о завершении активной деятельности на YouTube и сместила фокус на музыку. Её дебютный сингл «Мега-звезда» вышел в 2017 году, а в 2019 — первый альбом Princess, получивший оценку 7 из 10 от музыкального критика Алексея Мажаева.

## Биография

### Ранние годы
Марьяна Викторовна Рожкова родилась 7 октября 1999 года в Южно-Сахалинске. Есть младшая сестра Мареся и старший брат Мирослав. Родители — Виктор и Светлана Рожковы — предприниматели. В школьные годы Марьяна сталкивалась с трудностями, когда её одноклассники осуждали за состоятельность её семьи, что привело к изоляции и недопониманию. В детстве девушка мечтала стать хирургом.
В возрасте девяти лет переехала с семьёй в Японию, где жила сначала в городе Саппоро, а позднее — в Отару. Переехав, Рожкова столкнулась с трудностями в адаптации, особенно из-за культурных различий. Однако именно в Японии она начала проявлять предпринимательские способности, создав вместе с отцом веб-сайт, на котором продавались японские товары. Через этот опыт Марьяна приобрела навыки в сфере электронной коммерции, который позже использовала при создании контента в Интернете. Через некоторое время она окончила местную школу, изучая японский язык и культуру.

### Карьера
В 2012 году стала активна в ASKfm, а в 2014 году начала вести YouTube-канал, посвящённый личным увлечениям и интересам, включая темы, связанные с модой, сериалами и личной жизнью. Уже к 2015 году её канал набрал популярность, и число подписчиков превысило один миллион.
В сентябре 2015 года выпустила трек под названием «Идиоты», вдохновлённый их близкими отношениями с Ивангаем. Песня описывает их страстную и наивную любовь, полную импульсивных поступков и эмоций. В ней отражена беззаветная привязанность, несмотря на несовершенства и сложности, которые они переживали в реальной жизни. Работа стала широко известна в Рунете, набрав большое количество реакций в социальных сетях.
В 2017 году заявила о завершении активной деятельности на YouTube, рассказав о планах начать музыкальную карьеру. После этого выпустила трек «Мега-звезда», который часть СМИ называют дебютным. Текст песни повествует о девушке, которая изначально сосредоточена на своей внешности, популярности и внимании окружающих. Она демонстрирует уверенность в себе, подчёркивает свой стиль и привлекательность, наслаждается вниманием и считает себя звездой. Однако во второй части текста происходит осознание: внешний образ — не главное, и важнее быть собой, наслаждаться жизнью и внутренней гармонией. В итоге лирический герой приходит к мысли, что настоящая красота — в индивидуальности и искренности.
24 мая 2019 года состоялся релиз её первого студийного альбома Princess, включающего восемь композиций. Среди них — песни «Помоги мне» и «Surprise», представленные ранее в формате синглов. Релиз представляет собой работу, в которой Рожкова стремится утвердиться не только как популярный видеоблогер, но и как музыкальный исполнитель. Альбом включает различные жанровые эксперименты, начиная с ритм-н-блюза и заканчивая мелодичным попом. Тексты отражают молодёжную культуру, цифровую эпоху и блогерский стиль жизни, сочетая иронию, современную лексику и эмоциональные моменты. В том же году были выпущены видеоклипы на треки «Пох» и «Загадай».
С 2020 по 2024 год продолжила музыкальную карьеру, выпустив мини-альбом «Малой» (2020), а также синглы «В прошлом», «Ice», «Внутри» (2021), «Красным мелом» (2022), «Не верю», «Ямми» (совместно с Milash, 2023) и «Такая как все» (2024).

## Личная жизнь

### Отношения с Ивангаем
В 2014—2016 годах Рожкова состояла в близких отношениях с видеоблогером Ивангаем (Иваном Рудским). Всё началось с того, что 15-летняя Марьяна увидела фотографию Ивангая в Интернете и опубликовала её в своей группе «ВКонтакте» с подписью: «Я влюбилась». В тот же день 18-летний Рудской написал ей, и вскоре они начали общаться. Спустя какое-то время Иван поехал в Японию, где жила Марьяна, и они встретились лично. Несмотря на её первоначальное нежелание встречаться с ним, так как он казался ей слишком взрослым, встреча состоялась.
Через полгода Ивангай вернулся в Японию и поступил в местный университет, чтобы быть ближе к Марьяне. Этот поступок, по её словам, растрогал её, и она решилась поехать с ним в Москву, хотя не хотела покидать Японию. В Москве девушка переживала трудности, но чувства к Рудскому удерживали её в столице.
Спустя время отношения начали ухудшаться. Марьяна призналась, что их отношения были далеко не идеальными. Они часто ссорились и дрались, и однажды Ивангай уехал в Киев, оставив её в Москве без средств на оплату аренды квартиры. После этого у Марьяны возникли серьёзные проблемы с психоэмоциональным состоянием. Хотя слухи о её попытке суицида были преувеличены, она призналась, что хотела уйти из жизни и серьёзно беспокоила свою маму и брата. В конечном итоге, как Марьяна пояснила позже, они оба давно хотели расстаться, но не могли этого сделать. Разрыв произошёл после вышеописанного эпизода с квартирой.
После расставания Марьяна вспомнила, что её привязанность к Ивангаю, хотя и казалась настоящей любовью на тот момент, скорее была влюблённостью, а не глубокими чувствами. В интервью она также призналась, что, оглядываясь назад, понимает, что отношения не были такими, какими она их себе представляла.

### Отношения с родственниками
До разрыва с Ивангаем отношения Марьяны Ро с семьёй ухудшились. Брат блогерши, Мирослав, утверждал, что она отказалась финансировать лечение их матери, страдающей от поясничной грыжи. Впоследствии возникли слухи, что Марьяна выгнала свою мать из дома, лишив её средств к существованию. Однако сама блогерша утверждала, что конфликт произошёл не по её вине.
В интервью Марьяна рассказывала, что её мать постоянно кричала на неё, называя оскорбительными словами. Даже после того, как она помогла закрыть огромный долг в два миллиона, по словам Рожковой, в её адрес продолжали звучать только упрёки. Когда Марьяна решила спросить у матери, собирается ли та вернуть хотя бы часть денег, та отреагировала возмущением и криками.
Блогерша объяснила, что она слишком рано начала зарабатывать деньги и помогать семье, из-за чего родители начали воспринимать её поддержку как должное. Со временем она поговорила с матерью откровенно и объяснила, что её не устраивает в их отношениях. Родственницы помирились и оставили прошлые обиды позади.

### Отношения с Face
Марьяна Ро и рэпер Face (Иван Дрёмин) начали свои отношения в 2017 году, познакомившись через социальные сети. В интервью оба признавались, что их первое общение началось с переписки в Instagram, где они обменивались сообщениями и нашли общие темы для разговора. По словам Дрёмина, Рожкова сразу привлекла его своей откровенностью и нестандартным подходом. На одном из первых этапов знакомства, по инициативе Марьяны, они решили встретиться в реальной жизни. Рожкова пригласила Ивана к себе домой, что, по его признанию, стало значимым моментом в их отношениях.
Однако отношения между ними не были безоблачными. В интервью рэпер рассказывал о сложностях, с которыми они столкнулись, включая психоэмоциональные проблемы Марьяны. Иван признавался, что переживал за её состояние и эмоциональное благополучие. Кроме того, он говорил о влиянии этих проблем на их жизнь и отношения. В одном из интервью он также делился, что в детстве мечтал стать священником, что, по его мнению, повлияло на его подход к жизни и отношениям. Несмотря на периодические трудности и разногласия, пара продолжает поддерживать свои отношения.
В 2020 году Рожкова подтвердила, что она вышла замуж за Дрёмина, тем самым официально закрепив их статус.

### Скандальные заявления относительно Михаила Литвина и Влада Соколовского
В 2019 году Марьяна дала интервью Насте Ивлеевой в её шоу «AgentShow», которое вызвало широкий общественный резонанс. В ходе интервью блогерша раскрыла детали своей связи с известными личностями шоу-бизнеса. Она рассказала, что в детстве пранкер Михаил Литвин предлагал ей встречаться. Литвин, в свою очередь, опроверг это заявление, утверждая, что не знал Марьяну в возрасте 13 лет.
Ещё более скандальными стали слова Ро о домогательствах со стороны Влада Соколовского. Блогерша утверждала, что ещё до развода с Ритой Дакотой певец писал ей в директ (личные сообщения в Instagram), предлагая секс. Соколовский опроверг эти обвинения, заявив, что Марьяна пытается привлечь внимание, пиарясь на «модной» теме.
После выпуска шоу подписчики были возмущены и усомнились, что Марьяна могла бы солгать ради хайпа. Тем не менее, сама блогерша отстаивала свою репутацию, подчёркивая, что не ответила на притязания Соколовского, так как оставалась верной своему возлюбленному, рэперу Face.

### Сексуальная ориентация
В июле 2020 года Рожкова в комментариях на своей личной странице Instagram призналась, что она пансексуальна. По её словам, ещё в детстве она осознала, что ей нравятся как мальчики, так и девочки, при этом не зная о существовании термина «ЛГБТ». Она подчеркнула, что ей важнее личные качества человека, а не его пол или гендер.

## Оценки и рецензии творчества
Журналист «Афиши» Надежда Афанасьева называла Марьяну Ро одной из первых значимых фигур в российской видеоблогерской культуре и настоящим кумиром подростков 2010-х. По её словам, уникальный стиль и формат контента, который развивала Рожкова, сыграли важную роль в формировании ранней блогосферы Рунета, повлияв на эстетические и поведенческие ориентиры целого поколения молодых зрителей.
Журналист «Медузы» Серафим Ореханов отмечает, что стремительный рост популярности Марьяны Ро во многом был связан с её романтическими отношениями с тогдашним лидером русскоязычного YouTube — Ивангаем. Их союз не только привлекал внимание миллионов зрителей, но и стал частью публичного имиджа блогерши, усиливая её влияние в подростковой среде и внося вклад в её узнаваемость на фоне бурно развивающейся блогосферы.
В материале издания Life журналисты проводят параллели между карьерой Марьяны Ро и Ромы Жёлудя — ещё одного тинейджера, ставшего звездой русскоязычного YouTube в 15 лет. Оба стали кумирами подростков, стремительно набирая популярность благодаря личной харизме и откровенно подростковому контенту, а позже попытались перейти в музыкальную сферу, закрепляя за собой статус «универсальных звёзд».
Алексей Мажаев из InterMedia в своей рецензии на альбом Марьяны Ро Princess отметил его жанровое разнообразие. По его словам, релиз включает как сладковатый ритм-н-блюз (трек «Surprise»), так и мелодичный поп (треки «Снег» и «Ливни»), где Рожкова демонстрирует приятный тембр и искреннюю увлечённость музыкой. В итоге Мажаев поставил альбому 7 из 10 звёзд.

## Участие в шоу
| Год  | Название                     | П.     |
| ---- | ---------------------------- | ------ |
| 2018 | «Ночной контакт»             | [ 9 ]  |
| 2019 | «AgentShow»                  | [ 4 ]  |
| 2019 | «Нежный редактор»            | [ 20 ] |
| 2019 | «Вечерний лайк»              | [ 9 ]  |
| 2019 | «Пошазамим»                  | [ 9 ]  |
| 2019 | «Ночной контакт»             | [ 9 ]  |
| 2020 | «Пятница с Региной»          | [ 9 ]  |
| 2020 | «Детектор»                   | [ 9 ]  |
| 2020 | «Ночной контакт»             | [ 9 ]  |
| 2020 | «Утро Пятницы»               | [ 9 ]  |
| 2021 | «Пошазамим»                  | [ 9 ]  |
| 2021 | «Что вижу, то пою!»          | [ 9 ]  |
| 2021 | «Биг ди шоу»                 | [ 9 ]  |
| 2021 | «В гостях у Дмитрия Гордона» | [ 9 ]  |

## Дискография

### Полноформатные альбомы
| Название | Детали                                                                       |
| -------- | ---------------------------------------------------------------------------- |
| Princess | - Релиз: 24 мая 2019 - Лейбл: самиздат - Формат: цифровая загрузка, стриминг |

### Мини-альбомы
| Название | Детали                                                                          |
| -------- | ------------------------------------------------------------------------------- |
| «Малой»  | - Релиз: 17 апреля 2020 - Лейбл: самиздат - Формат: цифровая загрузка, стриминг |

### Синглы
| Год  | Название                        | Альбом              |
| ---- | ------------------------------- | ------------------- |
| 2015 | «Идиоты»                        | Внеальбомные синглы |
| 2017 | «Мега-звезда» (совм. с Fat Cat) | Внеальбомные синглы |
| 2018 | «Вжух 2.0»                      | Внеальбомные синглы |
| 2018 | «Cartier»                       | Внеальбомные синглы |
| 2018 | «Помоги мне»                    | Princess            |
| 2019 | «Surprise»                      | Princess            |
| 2019 | «Пох»                           | Princess            |
| 2019 | «Чёрные розы»                   | Внеальбомные синглы |
| 2019 | «Загадай»                       | Внеальбомные синглы |
| 2020 | «В прошлом»                     | Внеальбомные синглы |
| 2020 | «Ice»                           | Внеальбомные синглы |
| 2020 | «Внутри»                        | Внеальбомные синглы |
| 2021 | «Красным мелом»                 | Внеальбомные синглы |
| 2021 | «Не верю»                       | Внеальбомные синглы |
| 2021 | «Ямми» (совм. с Milash)         | Внеальбомные синглы |
| 2024 | «Такая как все»                 | Внеальбомные синглы |

## Видеография
| Год  | Трек                            | Режиссёр         |
| ---- | ------------------------------- | ---------------- |
| 2017 | «Вжух, как это клёво!»          | Неизвестен       |
| 2017 | «Мега-звезда» (совм. с Fat Cat) | Неизвестен       |
| 2018 | «Вжух 2.0»                      | Неизвестен       |
| 2018 | «Cartier»                       | Макс Шишкин      |
| 2018 | «Помоги мне»                    | Яна Малик        |
| 2019 | «Surprise»                      | Яна Малик        |
| 2019 | «Пох»                           | Яна Малик        |
| 2019 | «Загадай»                       | Александр Самбур |
| 2020 | «Ice»                           | Яна Малик        |
| 2021 | «Красным мелом»                 | Неизвестен       |

## Фильмография
| Год  |   | Название                        | Роль  |
| ---- | - | ------------------------------- | ----- |
| 2016 | ф | «Взломать блогеров»             | камео |
| 2017 | с | Hype Camp                       | камео |
| 2018 | ф | «Джим Пуговка и машинист Лукас» | Ли Си |

## Признание

### Награды и номинации
| Год  | Премия         | Номинация                              | Номинант(-ы)         | Результат | П.            |
| ---- | -------------- | -------------------------------------- | -------------------- | --------- | ------------- |
| 2015 | «Видфест»      | «Лайк новичку»                         | Марьяна Ро           | Победа    | [ 29 ]        |
| 2015 | VideoFan       | «Самая милая пара российского YouTube» | Марьяна Ро и Ивангай | Победа    | [ 9 ]         |
| 2019 | «Премия RU.TV» | «Мощный старт»                         | Марьяна Ро           | Номинация | [ 30 ] [ 31 ] |

### Рейтинги
| Год  | Издание | Рейтинг                                        | Место | П.     |
| ---- | ------- | ---------------------------------------------- | ----- | ------ |
| 2017 | «РИАБ»  | «Самый богатый блогер» (Второе полугодие 2017) | 9     | [ 32 ] |